# Cách mạng Tulip
Cách mạng Tulip là cụm từ đề cập đến việc lật đổ Tổng thống Askar Akayev và chính phủ của ông ở nước cộng hòa Trung Á Kyrgyzstan sau khi cuộc bầu cử nghị viện của 27 tháng 2 và ngày 13 tháng 3 năm 2005. Các cuộc cách mạng tìm cách kết thúc của quyền lục của Akayev, gia đình của ông và cộng sự, những người mà theo ý kiến công luận quốc gia này là đã trở nên ngày càng tham nhũng và độc đoán. Sau cách mạng, Akayev bỏ chạy tới Kazakhstan và sau đó tới Nga. Ngày 04 tháng 4, ông đã ký tuyên bố từ chức của mình với sự có mặt của một phái đoàn quốc hội Kyrgyzstan tại đại sứ quán của đất nước ông ở Moskva, và vào ngày 11 tháng 4 Quốc hội Kyrgyzstan phê chuẩn đơn từ chức của ông.
Trong giai đoạn đầu của cuộc cách mạng, các phương tiện truyền thông đôi khi gọi các cuộc nổi dậy nay là cuộc cách mạng Hồng ","  "Chanh", "Lụa", hay "hoa Thủy Tiên Vàng" Cách mạng. Nhưng chính thuật ngữ "Cách mạng Tulip" lại được Akayev được sử dụng trong một diễn văn cảnh báo nói rằng không sẽ không có cách mạng màu diễn ra ở Kyrgyzstan. Thuật ngữ này khơi dậy sự tương đồng với các cuộc cách mạng phi bạo lực Cách mạng Hoa hồng ở Gruzia và cuộc Cách mạng Cam ở Ukraina trong năm 2004, có liên quan đến cuộc Cách mạng Nhung năm 1989 ở Tiệp Khắc.
Givi Targamadze, một cựu thành viên của Viện Liberty và chủ tịch Ủy ban về Quốc phòng và An ninh Gruzia, đã tham khảo ý kiến các nhà lãnh đạo đối lập Ukraina về kỹ thuật đấu tranh bất bạo động, và sau đó ông khuyên các nhà lãnh đạo của Kyrgyzstan phe đối lập trong cuộc Cách mạng Tulip.
Cách mạng Tulip, dù đã được diễn ra đồng thời với cuộc cách mạng màu khác phi bạo lực, đã có một số bạo lực trong những ngày đầu của nó, đáng chú ý nhất ở phía Nam thành phố Jalal-Abad, nơi mà những dấu hiệu lớn đầu tiên của bạo lực đã được ghi nhận, và ít nhất ba người thiệt mạng trong quá trình cướp bóc tràn lan ở thủ đô trong 24 giờ đầu tiên sau sự sụp đổ của chính phủ Kyrgyzstan.